# 10725 Sukunabikona
10725 Sukunabikona eller 1986 WB är en asteroid i huvudbältet som upptäcktes den 22 november 1986 av de båda japanska astronomerna Takeshi Urata och Kenzo Suzuki i Toyota. Den är uppkallad efter Sukunabikona i den japanska mytologin.
Asteroiden har en diameter på ungefär 3 kilometer.